# カウンターシェーディング

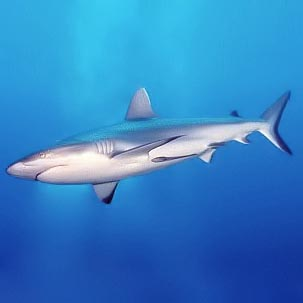
カウンターシェーディングのある動物は多い。画像はオグロメジロザメ。

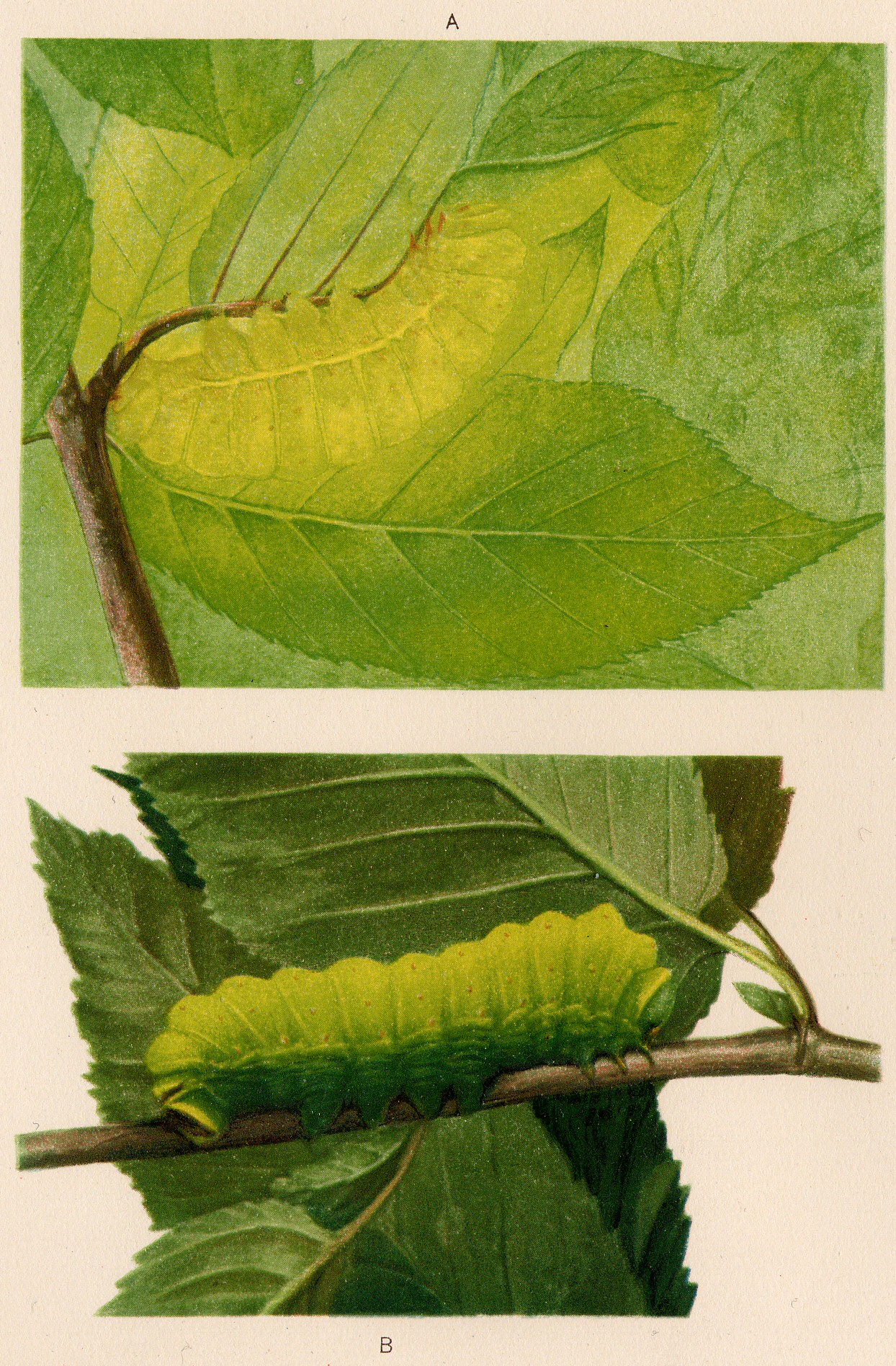
アボット・セイヤー "Concealing-Coloration in the Animal Kingdom" (1909年)中の蛾ルナ・モス (Actias luna)(オナガミズアオの一種) の幼虫
上は表から、下は裏から。

カウンターシェーディング (逆影、英: countershading) は、動物の体表の日陰になる部分が明るい色に、光の当たる部分が暗い色になる現象である。迷彩の一種でもある。この模様は哺乳類、爬虫類、鳥類、魚類、昆虫という幅広い生物種で確認されており、必ずしも被捕食者だけのものではない。遅くとも白亜紀前期にはこの特徴を持つ生物がいたと考えられる。英語圏ではセイヤーの法則 (Thayer's Law) ともいう。
三次元空間内に均一な色の球体があり、そこに光が入射したとする。すると上側は明るく、下側は暗く、端から端まで階調（グラデーション）がつく。この濃淡の模様があることで物体がまわりから区別され、目で見て発見しやすくなる。カウンターシェーディングの大枠が発見されたのは、1909年のこと、画家アボット・ハンダーソン・セイヤーによる。自身へ落とす影（セルフシャドウ）の影響の釣り合いをとるはたらきがあり、典型的には暗色から明色にグラデートする。理論的にはこれは軍事迷彩に有用ではあるが、実際に利用されたことはほとんどなかった。その後この理論は実戦に応用されるが、第二次世界大戦中のこと、動物学者ヒュー・コットによってであった。
カウンターシェーディングという名がついている多様な体色の正確な機能については議論があるが、中でもハンナ・ローランド (Hannah Rowland) の2009年の発表によると複数の機能があるといい、一つには、横から見られたときに外見を平坦化させたり背景に溶け込ませる機能、上や下から見られたときに背景に溶け込ませる機能 (上面と下面とで色彩が異なることになる)、もう一つは輪郭をぼかす機能である。他にも実証を得られていない様々な異説があるという。これに関連する手法として、カウンターイルミネーションがあるが、こちらはこれに加えて、背景の実際の明るさに合わせて生物発光で光をつくりだすものである。カウンターイルミネーションによる迷彩はイカなどの海洋生物でよく見られる。これも軍事利用を目的として船舶や航空機向けに試作段階まで研究されたが、実戦に投入されたのは全くと言っていいほど無かった。
カウンターシェーディングとは逆に、腹部に色素を増やし背中より濃くしてコントラストを上げ、そうすることで存在をより際立たせる動物もいる。これはスカンクなど身を守る能力を持った動物に見られる。こういった模様は、敵を驚かせるためのディスプレイとも、その危険性を知っている捕食者への警告標識ともとれる。その一方、常に上下逆さまで生活しつつ防衛が苦手な生物、たとえばサカサナマズやルナ・モスの幼虫では、カウンターシェーディングの色合いも逆さになる。

## 初期の研究

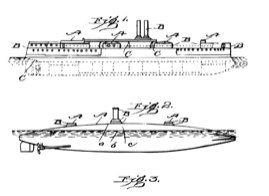
セイヤーの特許出願挿絵 (1902年)。米海軍に売り込んだが叶わなかった。

イギリスの動物学者エドワード・ポールトンは、昆虫の多くにカウンターシェーディングがあることを発見した。オオムラサキ Apatura iris の蛹、シャクガ科の蛾 Opisthograptis luteolata の幼虫、オオシモフリエダシャク Biston betularia の幼虫である。とはいえポールトン自身はカウンターシェーディングという用語は使わず、またこの現象が広く見られることも示してはいなかった。その後ポールトンは1890年に『動物の色彩』を出版する。

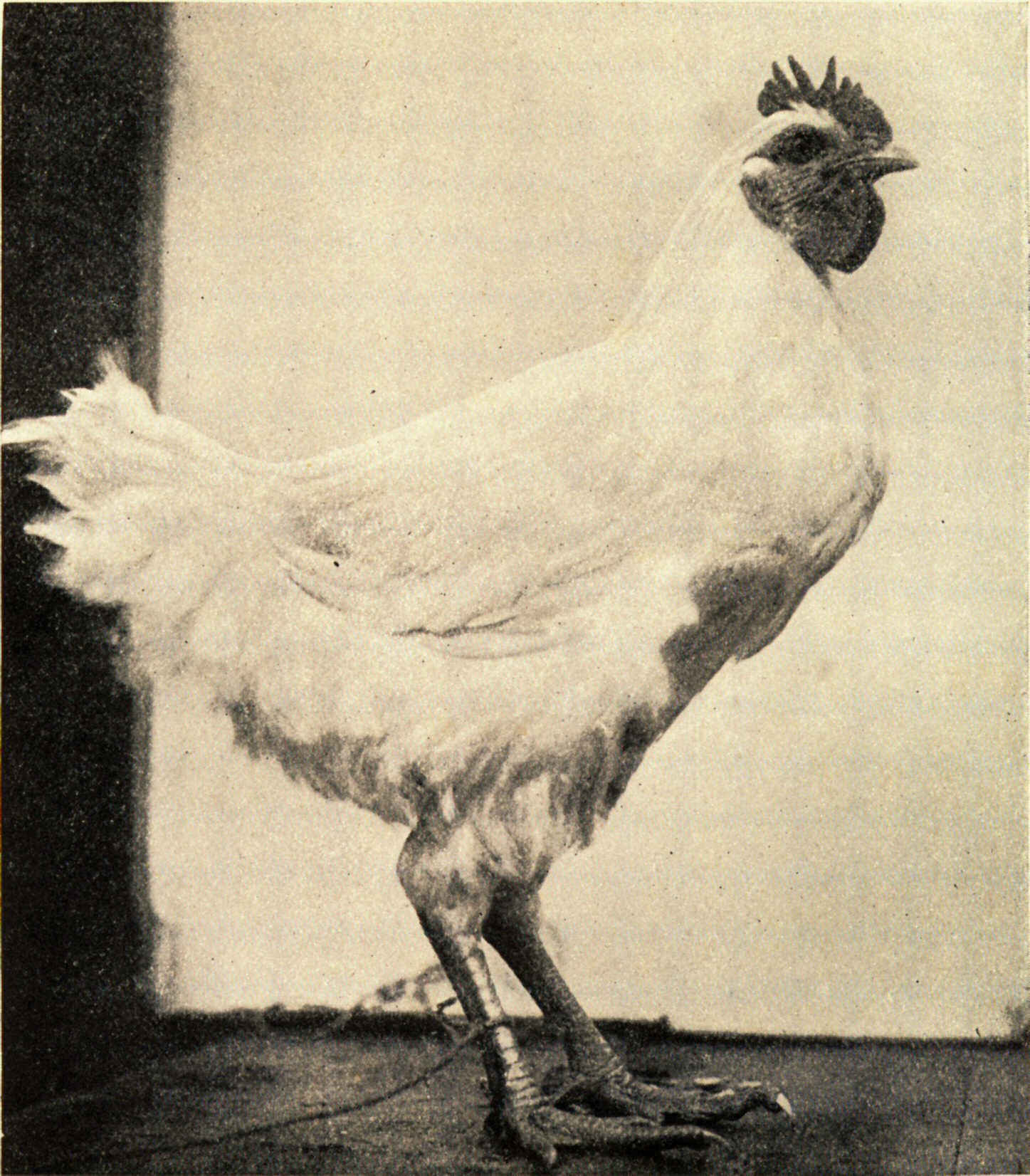
セイヤー曰く「白布に対して不完全なカウンターシェーディングのある鶏」。

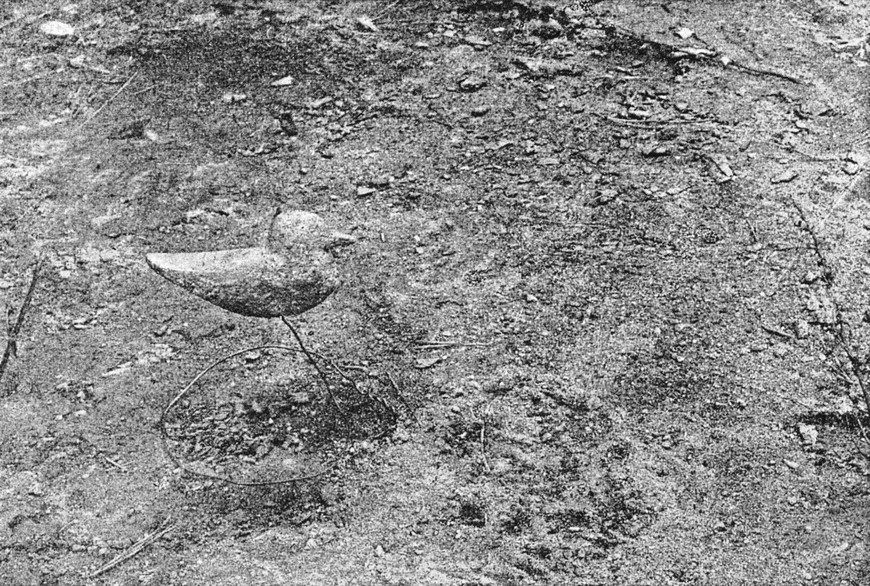
カウンターシェーディング研究のためのセイヤーによる1917年の写真。彼はすべての動物はカウンターシェーディングを持っていると妄信していた。アヒルの人形が2つあるが、左側は従来的な手法でカモフラージュしたもの、右側はそれに加えカウンターシェーディングの手法を取り入れたもの。

アメリカ合衆国の芸術家アボット・セイヤーは早くからカウンターシェーディングについての研究や著作を行ってきた。このためこの現象はセイヤーの法則と呼ばれることもある。1909年に出版された『動物界の隠蔽色』では、写真や図版を用いてのカウンターシェーディングの記述は正しいものの、すべての動物がカウンターシェーディングであるかのような誤った主張をしていた。その一節を引用すると:
セイヤーは多数の実例を観察し、描き残した。ルナ・モス Actias luna の幼虫がその一例で、天地逆さまになって餌を取るという習性を持っているので、カウンターシェーディングの効果で平面的に見える。あるいは人為的に裏返してやると、反転したカウンターシェーディングと日光が合わさり影が濃くなって、結果的にくっきり見えるようになる。セイヤーは1902年に、軍艦 (潜水艦と戦闘艦の両方を含む) へのカウンターシェーディングを利用した塗装で特許をとり、アメリカ海軍に売り込んだが、採択されることはなかった。
ヒュー・コットは1940年に『動物の適応色』を著し、その中でカウンターシェーディングの実例を多数示している。その言説はセイヤーに倣いつつも、事実上すべての動物がカウンターシェーディングにより迷彩を施されている、という彼の勇み足を窘めている。
コットはこれを "Thayer straining the theory to a fantastic extreme" (「セイヤーは極端に空想的なほどにこの理論を濫用しすぎる」) と評している。
セイヤーもコットも著作の中に、白い背景の前に立つカウンターシェーディングがない白いニワトリの写真を混ぜている。これがどういう意味かというと、セイヤー的には「背景が何であっても目立たなくなりようがない単色の物体」("a monochrome object can not be 'obliterated', no matter what its background")、コット的には「色が似ているというだけでは身を隠すには至らない」("Colour resemblance alone is not sufficient to afford concealment") ということである。これについてコットはこう説明する:

## 応用

### 動物

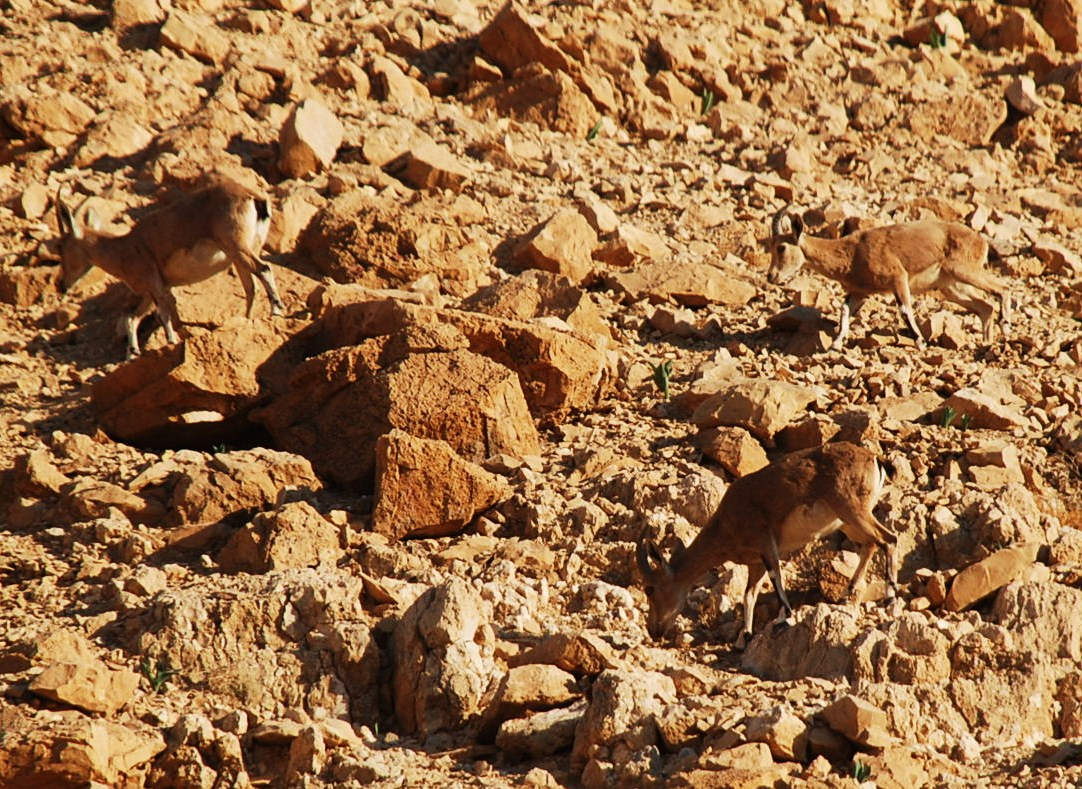
アイベックスはカウンターシェーディングの効果でうまく背景に溶け込んでいる。砂漠を背にすると姿がほとんど見えなくなる。画像中には3頭いる。

カウンターシェーディングは、シカなど陸棲生物からサメなど水棲生物まで動物種の広範囲で見られる。捕食者でも被捕食者でも偽装の基本である。色の同化や幻惑的色彩など他の偽装手段と併用される。肉食魚でもネズミフエダイ Lutianus griseus などはカウンターシェーディングで効果的に背景に溶け込める。このネズミフエダイが餌とする、灰色の砂の上を泳ぐ Hardhead Catfish (ナマズ目ハマギギ科の魚; Atherina laticeps) はほとんど海底と見分けがつかない。他にもカウンターシェーディングが働いている海生動物にはヨシキリザメやニシンやマイルカがある。さらに、タイセイヨウサバやスヌークなどはカウンターシェーディングされたうえ、縞模様や斑点模様が付いている。
白亜紀の海生爬虫類にもカウンターシェーディングは存在したことが知られている。オサガメやモササウルスは背中が暗色で腹面が明色であったことが、黒色の色素であるユーメラニンが含まれた皮膚の化石によって分かった。鳥盤目の恐竜 プシッタコサウルスも同様にカウンターシェーディングがあったようだ。言い換えると、これの捕食者は影のつき方から推理して獲物を見分けていたということになる。さらに実際に模型を作ってみると、プシッタコサウルスは森林など閉鎖的環境ではカウンターシェーディングが最大限に発揮されていたらしいと分かった。

### 類似の作用
動物が身を隠すのに使う他の手法にはもうひとつ、生物発光を使うものがある。体表の平均明度を背景の明度に合わせるのである。 これはカウンターイルミネーションと呼ばれ、外洋のあまり深くない範囲に住む魚や、イカをはじめとする無脊椎動物でよく見られる。 カウンターイルミネーションする動物は、下から見上げた捕食者に対して事実上不可視になる。カウンターイルミネーション迷彩はカウンターシェーディングの到達点をさらに押し広げるものとみなせる。カウンターシェーディングは影を塗りつぶすだけであるが、カウンターイルミネーションは実際の光を添加して効果的な隠匿が可能になる。背景が明るくて他の動物なら影を作ってしまうような、変化に富む環境であっても問題ない。

### 軍事利用

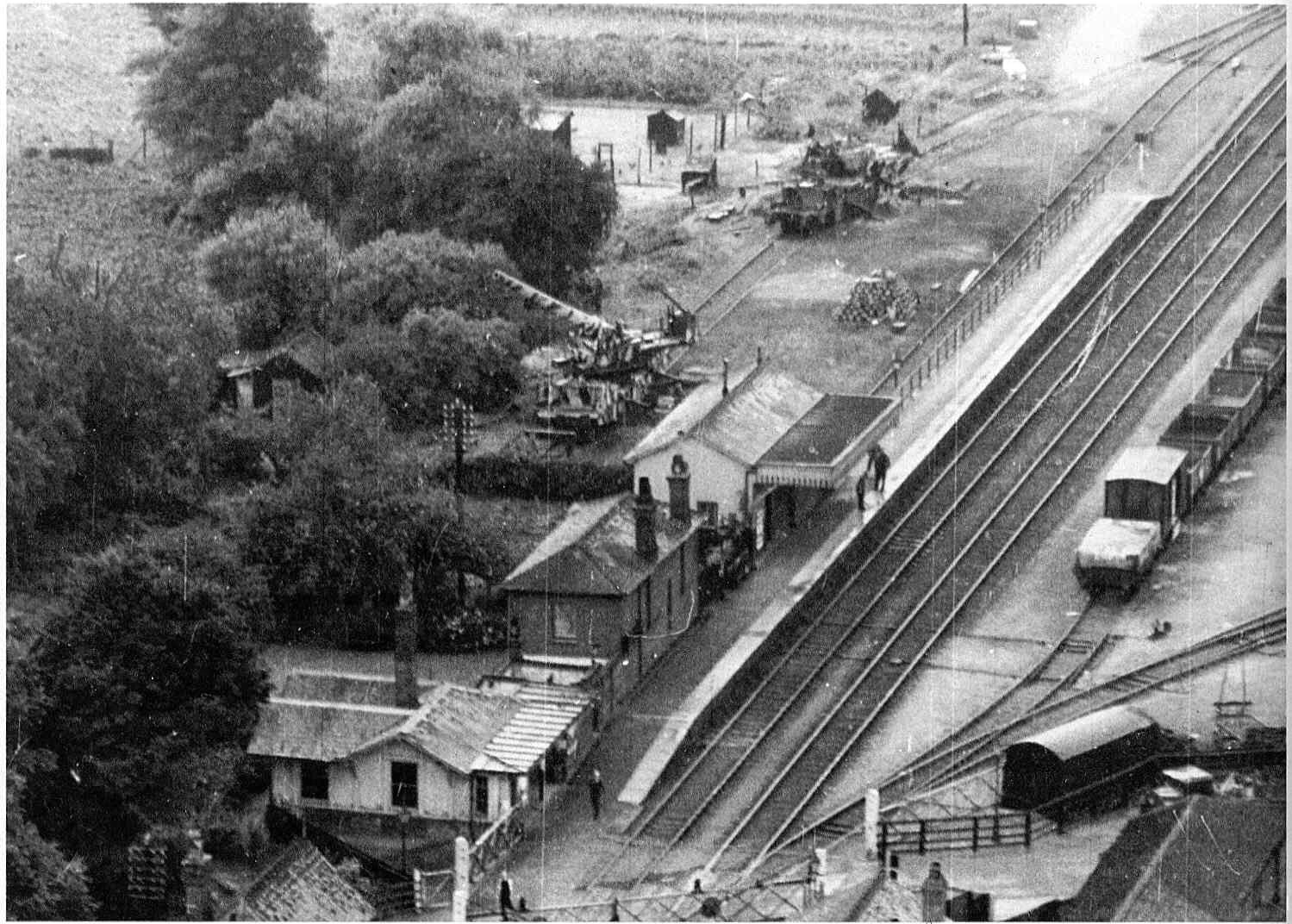
カウンターシェーディングが施された列車砲 (奥) と、従来型迷彩のみの列車砲 (手前) を対比させた写真。1940年8月。

カウンターシェーディング並びにカウンターイルミネーションが迷彩として実戦で使われたことはまず無い。当然軍当局が知らなかったわけではない。アボット・セイヤーは第一次世界大戦中に、ヒュー・コットは第二次世界大戦中に自国の軍部に上申した。両人はカウンターシェーディングの有効性を示したが、この技術を採用するよう軍を説得するのはかなわなかったが、軍が迷彩を一般的に採用するきっかけになった。
コットの後援者であったジョン・グラハム・カーは、第一次世界大戦中に船舶へのダズル迷彩に関してノーマン・ウィルキンソンと議論を起こした。そしてウィルキンソンは1939年には迷彩の監督官として有力な立場にあったため、議論は政治的なものになった。コットが招聘され、カウンターシェーディング迷彩と従来型迷彩の12インチ列車砲を並べて比較することになり、コットは緻密に幻惑的コントラストとカウンターシェーディングを組み合わせた。前者はガン・バレルの輪郭を曖昧にするもので、後者は外見を平坦化して真っ直ぐな円筒に見せるものである。両大砲はあらゆる角度から空撮され、Peter Forbes の話では「結果は驚くべきものだった」。コットが制作した方は「どこを見ればよいか、何を見ればよいかを知っている人が、事細かく見つめない限り、透明であり、もう片方は常に丸見え」であった。コットの理論の正しさを見せつけられた当局は当惑し、少し間を置き、異論を出した。配置するごとに動物学者の監督を仰がねばならないのではカウンターシェーディングは実用に向かないと。コットは中東地域に配属された。カーが仲介役になり、銃砲をコット式に塗装し、コットを配置転換するよう懇願したが、失敗に終わった。
1940年8月、ヒュー・コットにより列車砲に迷彩が施され実地での調査が行われ、英国軍部はカウンターシェーディング技法が有効であると認めたが採用は見送られた。

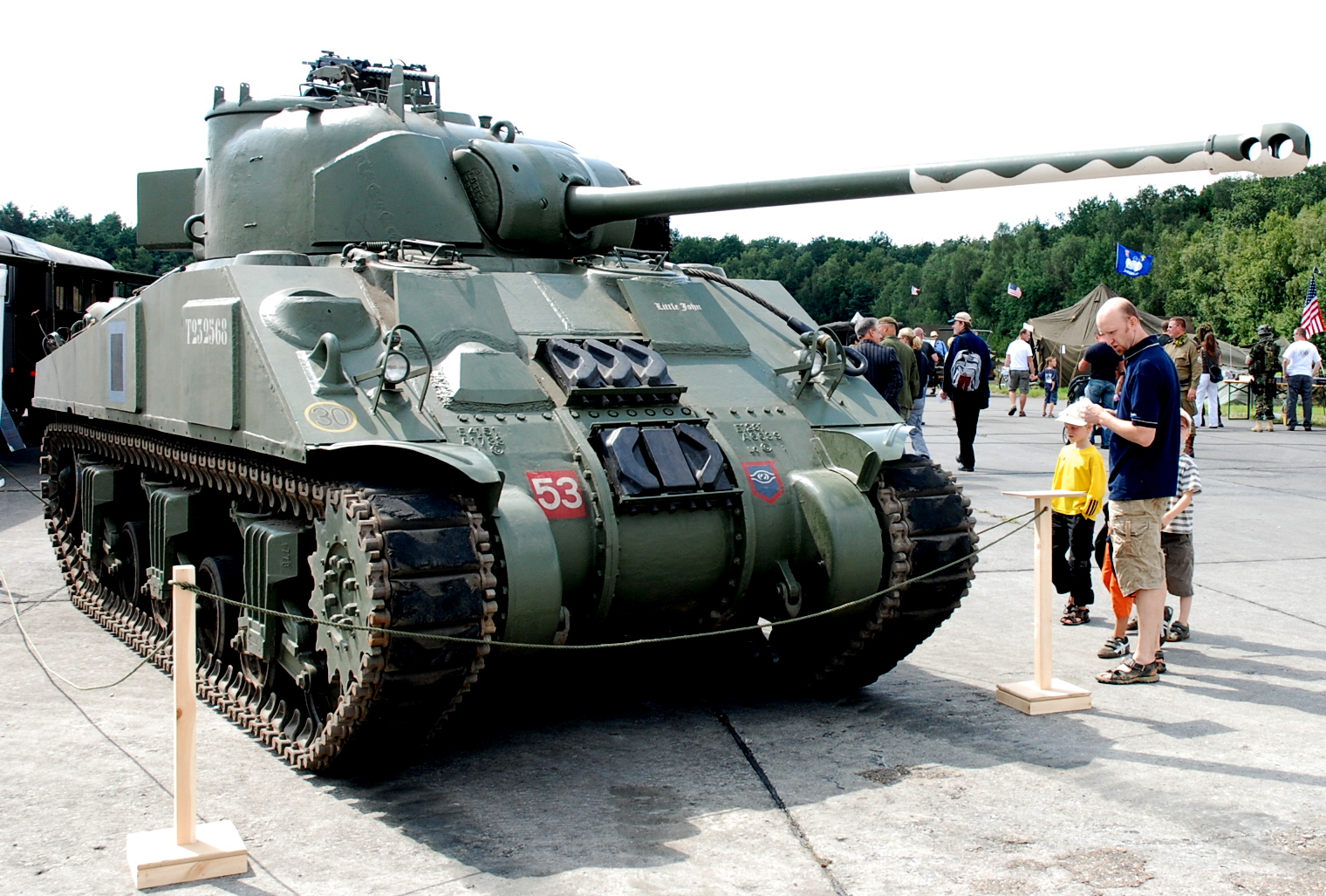
静態保存されているシャーマン ファイアフライの写真 (2008年)。本車の主砲（砲身長が口径の58.2倍、先端に制退器付き）にはカウンターシェーディングと輪郭撹乱を組み合わせた模様の塗装が施され、砲身が短い車種（同37.5倍）に見えるように偽装している。これは敵から優先的に狙われるのを防ぐためであった。

オーストラリア人動物学者ウィリアム・デーキン (William Dakin) は1941年出版の The Art of Camouflage (『迷彩の芸術』) で、カウンターシェーディングをある程度セイヤーに倣い記述した。1942年には軍用ハンドブックとして再刊された。デーキンもセイヤーやコットに匹敵するほどに鳥の模型の写真を撮っており、戦闘服の肩や腕はカウンターシェーディングになっているべきだと説いた。
カウンターシェーディングはアメリカ合衆国陸軍省による1943年の Principles of Camouflage (『迷彩総則』) でも触れられている。理論に関する4つの段落の後に実践に関する1段落があり、このような勧告が書かれている。

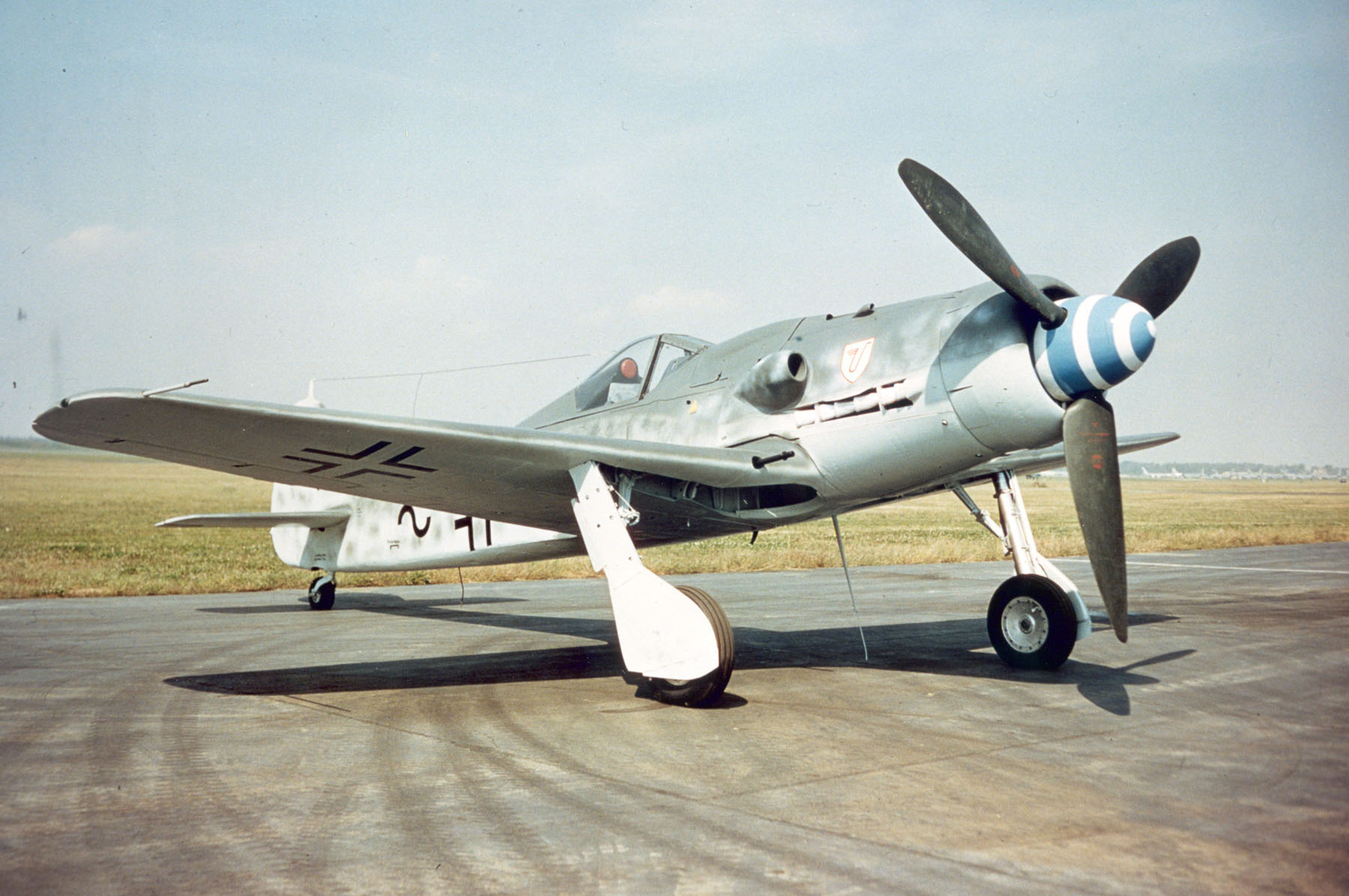
暗色から明色へと本式にカウンターシェーディングにされたフォッケウルフ Fw190

Ariel Tankus と Yehezkel Yeshurun による戦車などの物体の自動検出、言わば「迷彩の見破り」についての研究で、階調のついた影のある凸面を画像分析することで「人の目も欺くようなかなり強力な迷彩も突破できる」ことを示した。精確に言うと、画像の中で明るさの階調がゼロ交差する (符号が変わる) 線、つまり影が暗くなり終わって明るくなり始める線、を探す。この技術で輪郭を撹乱する迷彩でも突破できたのだが、彼らの言うところでは、セイヤー的カウンターシェーディングのある動物は「凸面検出への対抗施策」をもっているとのことで、これはすなわち、「凸面検出を使う捕食者」がいるということである。

## 機能

カウンターシェーディングが迷彩の一形態としてはたらき、体や物体の落とす影を塗りつぶす。その結果見た目は、カウンターシェーディングがない場合に比べて平坦になる。

アボット・セイヤーから100年時代を下り、ハンナ・ローランドはカウンターシェーディングを「最も光に当たるところがより暗い色どりになること」と定義したうえで、カウンターシェーディングは一般的ではあるが動物の色彩の理解としては不完全なものと批評した。またカウンターシェーディングの作用の仕方には議論の余地があると記している。腹部の陰影を少なくすることでカウンターシェーディングは迷彩として働くというセイヤーの学説の証拠について考察し、カウンターシェーディングの別の説明方法について吟味した。
ローランドの記述によれば、カウンターシェーディングの迷彩説にはこのようなものがある。「自身へ落とす影を隠すことで横から見られた時により良く背景に同化するもの」、「自身へ落とす影を隠すことで横から見られた時に形状を平坦化するもの」、「上下から見られた時に背景に同化するもの」、「上から見られた時に体の輪郭をぼかすもの」。以下で順に見ていく。

### 横から見られたときの平坦化と背景同化
セイヤーだけではない、コットもこう主張している。カウンターシェーディングは、あたかもそれが朧ろ月夜に消え入るかのように動物を横から見えにくくすると。 ローランドの記述では、コットはセイヤーの理論を批評しつつ、陰影がグラデーションになっていると腹部の陰の効果を殺してしまいかねないという見方を強めている、としている。 Kiltie がトウブハイイロリス Sciurus carolinensis のカウンターシェーディングの効果を測定したところ、リスが水平だと腹部の自身へ落とす影は部分的に遮蔽され、垂直 (木を登るときなど) だとこの効果は発動しなかった。
コットはセイヤーのもともとの議論を別の言葉で言い直した。 芸術家が絵画で幻想的に三次元らしさを生み出すときとは正反対のことを、自然はカウンターシェーディングで行った、と。
すなわち形状を平坦化するという陰影の効果を妨害。陰影は、門が異なる動物でも使われる、物体の形状を掴むにための強力な手がかりである。ヒヨコを使った実験では、ヒヨコたちは下に影が伸びている (上から光が当たっているかのように) 穀物をついばむのを好んだ。ということであればヒトもヒヨコも、奥行きを推測するのに陰影を役立てるのであろう。

### 上下から見られたときの背景同化

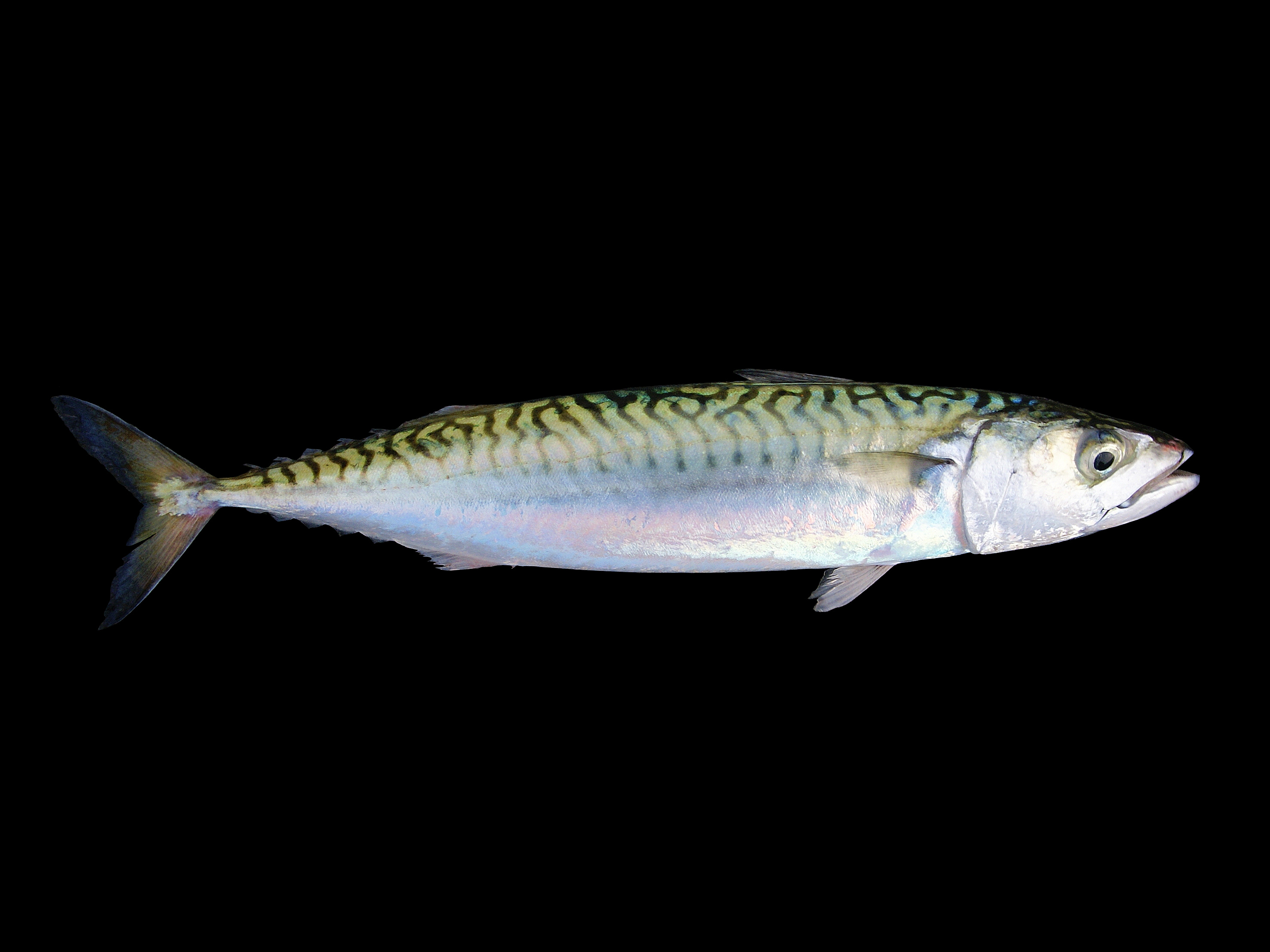
サバ Scomber scombrus など多くの外洋魚は概して、上が暗く下が明るい。海の深部と海面に対して迷彩として働く。

丸っきり異なる機能も考えられる。動物 (軍用車両も) の体色の天面と底面で別々に迷彩を施し、上と下のそれぞれの背景に同化するためというものである。これについては1892年にフランク・ベダードが書き記している:

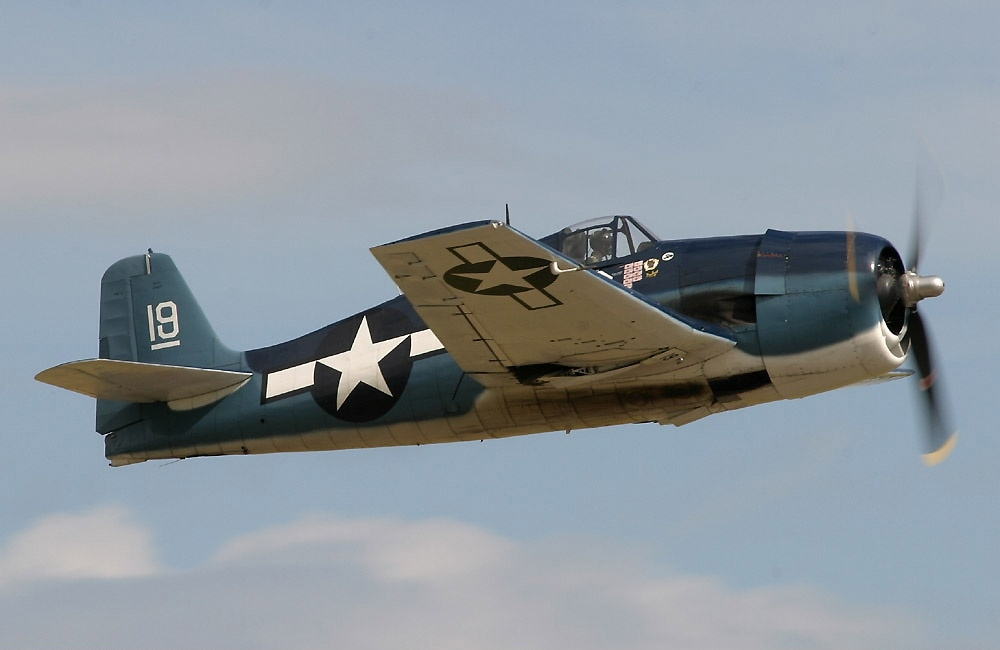
上下のカウンターシェーディング F6F ヘルキャット

アルフレッド・ラッセル・ウォレス、ベダード、コット、クレイク (Craik)といった研究者も初期からこのようなことを論じあっていた。外洋を泳ぐ魚類、すなわちカジキやサバやサメ、魚類ではないがイルカやペンギンも含めて、これらにおいては暗い色の上面と白に近い色の下面とが、はっきりと色分けされている。 上から見た場合に、こういった動物の暗い色の背面は下に広がる深海の闇に対しての迷彩になるのだという。下から見た場合には、同様に腹部周辺の明るい色によって、上に見える太陽光が差し込む海面とのコントラストが極めて小さくなる。 これを証明する例は鳥にもある。海面すれすれよりは少し潜ったところで魚を取る鳥もこのような色合いになっていることが多く、この獲物からすると鳥の下面しか見えない。カウンターシェーディングとしてひとまとめにされている色彩パターンの役割のそれぞれは、どれもあり得るものだが個別に検証されるべきだとローランドはまとめた。

### 上から見られたときの輪郭不明瞭化
ローランドの2009年の研究では以前に検討されていなかった別種の原理が確認された。というのは、円筒のような丸い物体が照らされ上から見られたときに暗い面ができるというものである。画像編集ソフトを用いて、この効果はカウンターシェーディングによって平坦化しうることを証明した。捕食者は獲物を特定するのに輪郭を利用することが知られているため、ゆえにローランドの説では、カウンターシェーディングによって、狩られる側は上から見られたときに見つかりにくくなるということである。

### カモフラージュではないという説
ローランドによると、カウンターシェーディングはカモフラージュではなく、紫外線からの防護・体温調節・皮膚の擦過からの保護のためという説がある。これら3つの「まことしやかな」説は2009年までほぼ実証されることなく伝わっていたとされる。

## 証明

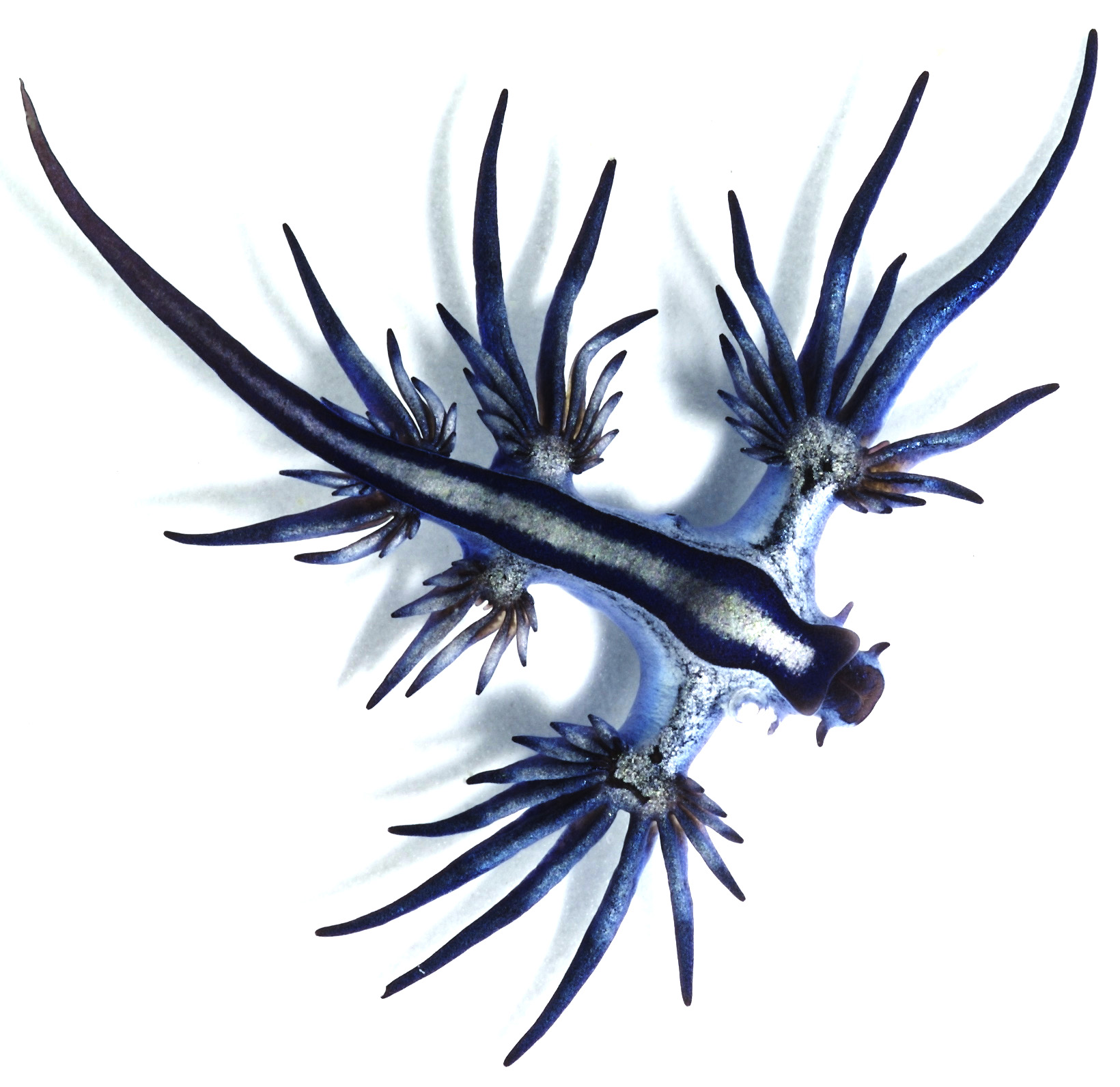
アオミノウミウシ Glaucus atlanticus では上下逆さまのカウンターシェーディングになる。

コットらは実演や例示を提示したが、セイヤーの発見以降、カウンターシェーディングの有効性を実験的に証明するものはほとんど無かった。2009年の実験では人工的な獲物を使って、カウンターシェーディングのある物体は実際に生存に有利であることが示された。さらに2012年のウィリアム・アレン (William Allen) らによる研究では、114種の反芻動物のカウンターシェーディングが、ポールトン、セイヤー、コットの予言した「自身へ落とす影の隠蔽」機能に正確に符合することを示した。

## 原理
進化発生生物学は発生学や遺伝学的見地からの証拠を総合して、体組織全体に始まり遺伝子やタンパク質や遺伝子のスイッチといったものの一つ一つに至るまでのあらゆる段階で進化がどのようにして働いたかを示した。カウンターシェーディングのある哺乳類は上半分が暗色 (多くは茶色) で下半分が明色 (多くは淡黄色ないし白色) であるが (ハツカネズミが好例)、この陰影の差をつくりだすのは Agouti (アグーチ)遺伝子である。アグーチがコードするタンパク質はアグーチシグナリングタンパク質(ASP) というもので、特にメラノコルチン1受容体(MC1R) の活動を抑制する。アグーチタンパク質が無い場合、α-メラニン細胞刺激ホルモンは、MC1R、メラノサイトを生産している細胞に、暗色の皮膚や毛皮を茶色や黒色にするユーメラニンを生成するよう刺激を出す。アグーチタンパク質が存在する場合、同機構が明るい橙赤色の色素であるフェオメラニンを生成する。胚の中の将来腹部の皮膚になる細胞の中にある遺伝子スイッチが活性化することにより、Agouti遺伝子が活性化し、成体になったときにカウンターシェーディングとして目に見えるようになる。

## 逆カウンターシェーディング

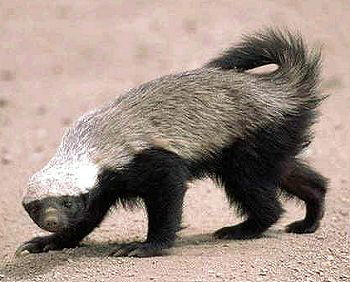
ミツアナグマは逆カウンターシェーディングである。これも警告色の一種。

カウンターシェーディングが影を塗りつぶすものであるとすれば、逆に腹を黒くし背を白くすれば自然光に加えてさらにコントラストを高めることになる。実際このような配色 (標識色という) もスカンクやミツアナグマなどの強力な防衛手段を持つ動物に見られる。強力な防衛手段というのは、スカンクであれば攻撃的な悪臭、ミツアナグマであれば悪臭に加え鋭い爪と攻撃的な性格がそれに当たる。こういった動物は攻撃されても逃げず、緩やかに動き、場合によっては敵に向き合って、たとえそれが初めて出会う脅威にも威嚇行動 (威嚇ディスプレイ)をする。これが相手には脅しになったり、相手がその悪臭を経験したことがあれば警告になり、追い払うことができる。
セイヤーが発見したルナ・モスの幼虫は、コットの言によれば "countershaded in relation to [its] attitude" (生活態度に関連してカウンターシェーディング) されている、つまり、背が明るく腹が暗い階調になっているということである。似たものにサカサナマズ Synodontis batensoda があるが同じ理由である。この手の動物は、腹を上にして上下逆さまに生活する習性がある。他にはイオメダマヤママユ Automeris io やスズメガ科の蛾 Smerinthus ocellatus の幼虫なども当てはまる。アオミノウミウシ Glaucus atlanticus も同様で、天地がひっくり返った生活をする習性にカウンターシェーディングが連動している。これらはカウンターシェーディングを隠匿の手段として普段から利用しているわけである。

## 実例

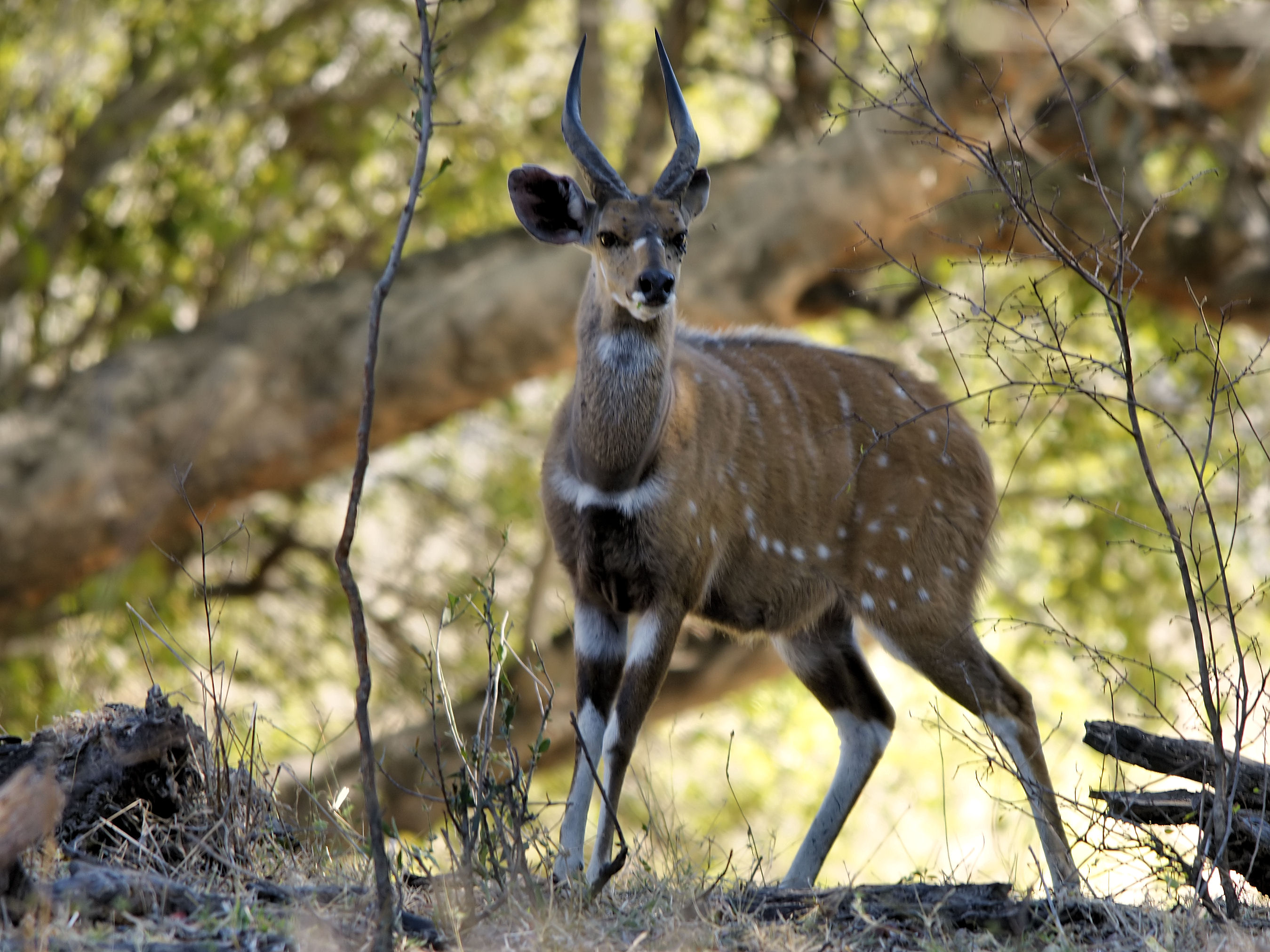
ブッシュバック Tragelaphus scriptus、カウンターシェーディングと自身の影が相殺して、ほぼ完全に風景に溶け込んで見える。白い斑点と模様も手伝って自身の存在をさらに強く撹乱している。
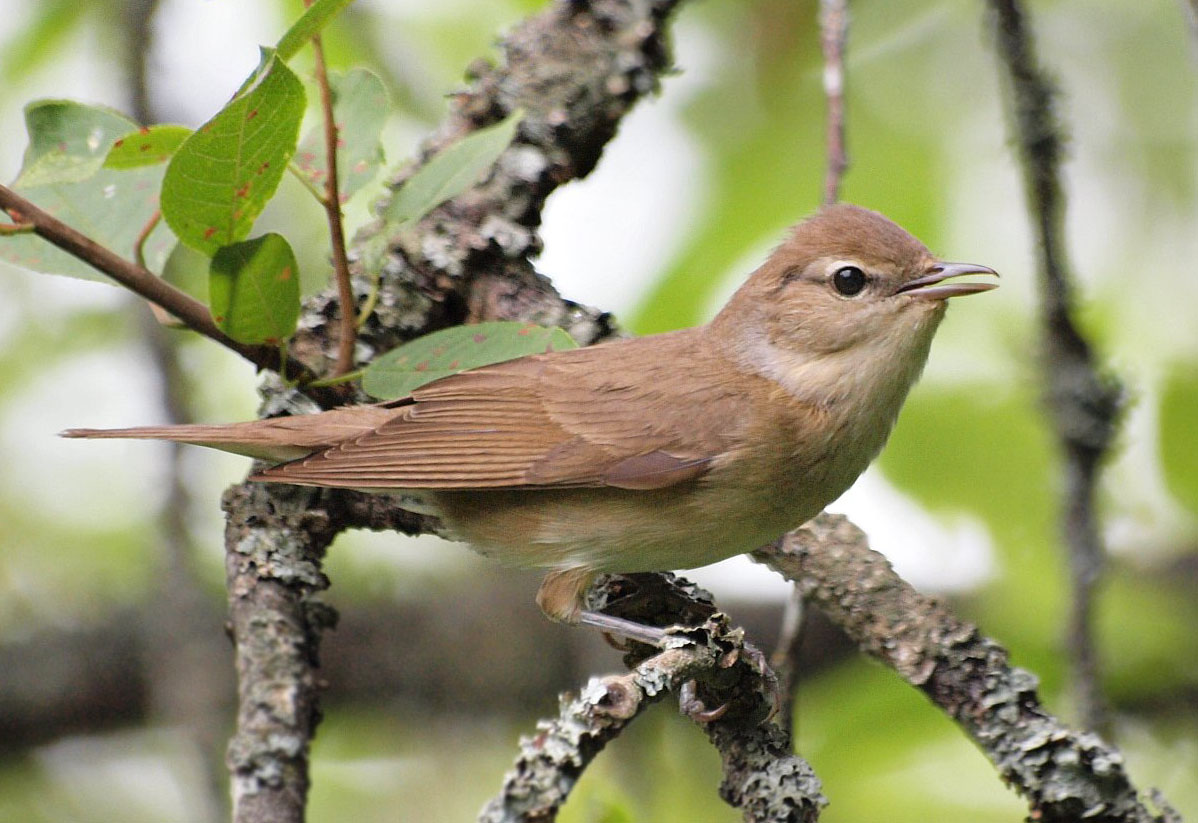
ニワムシクイ Sylvia borin など鳥類にもカウンターシェーディングがあるものがいる。腹部が明るい色のため、横から見た時に均一に色分けされているように見える。
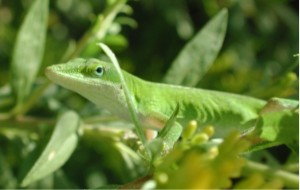
トカゲの一種 グリーンアノール Anolis caroliensis はなめらかにカウンターシェーディングになっている。
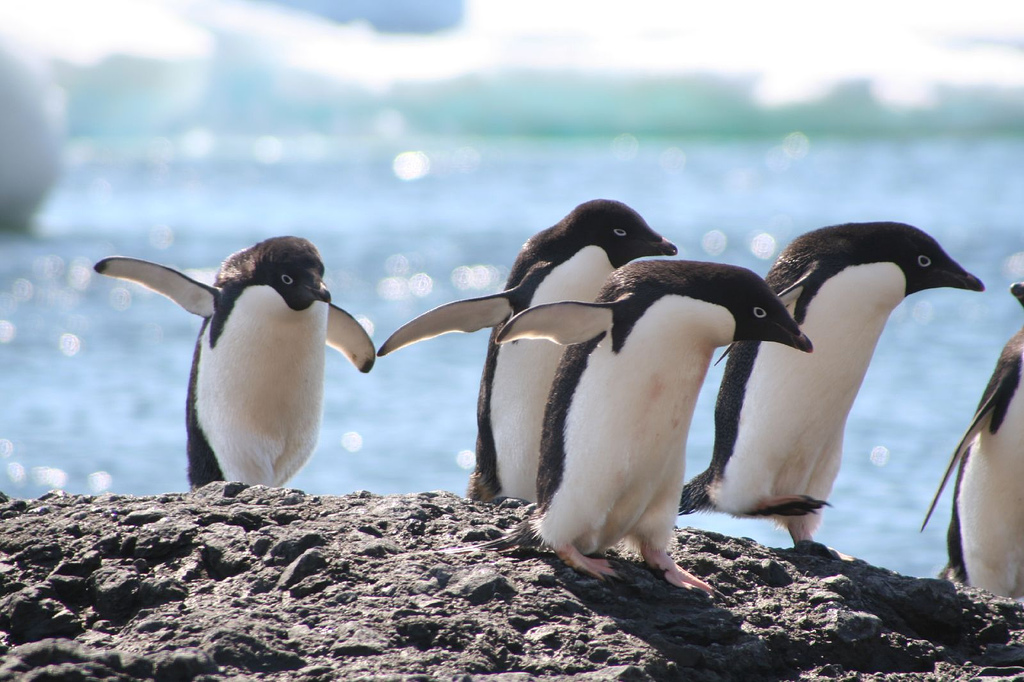
アデリーペンギン Pygoscelis adeliae は下が白く上が黒い。下から見上げた時には海面に、上から見下ろすと水底に馴染んで見える。
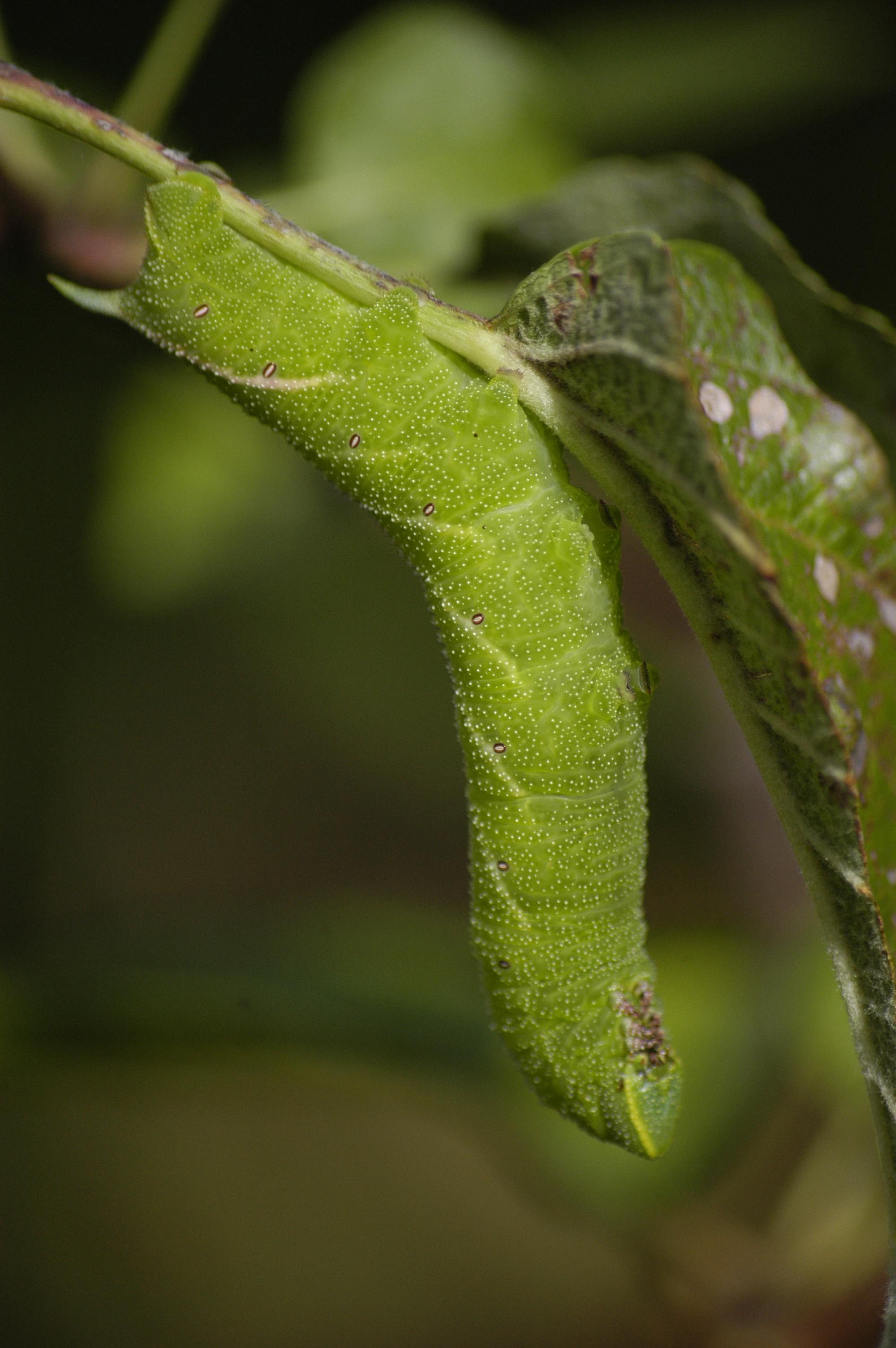
スズメガ科の蛾 Smerinthus ocellatus の幼虫は逆カウンターシェーディングである。逆さになって餌を食べるときに平坦に見える。
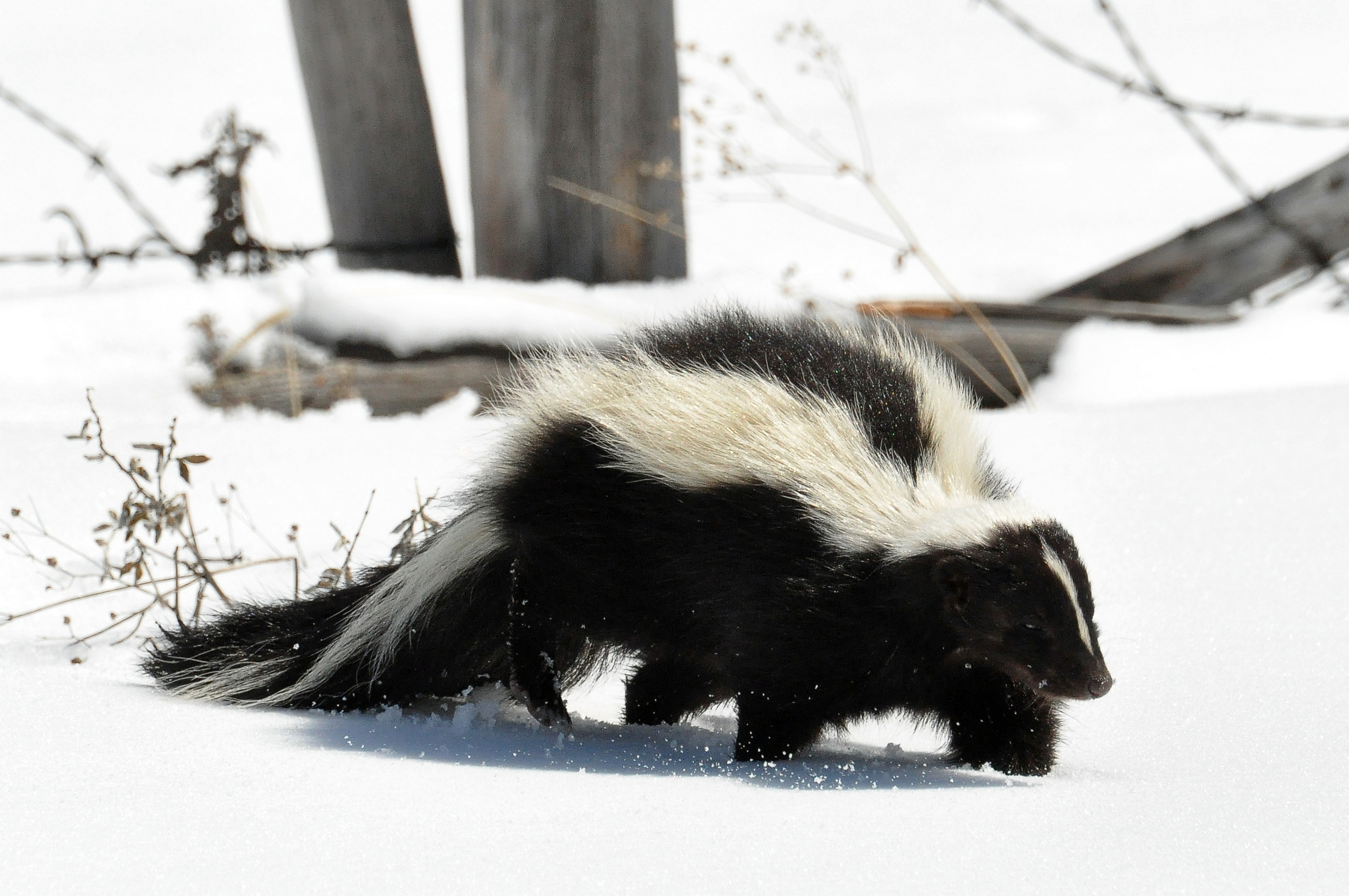
シマスカンク Mephitis mephitis は逆カウンターシェーディングに加え、目立つ警告色になっている。襲ってくるものに対して、強烈な悪臭があることを警告している。
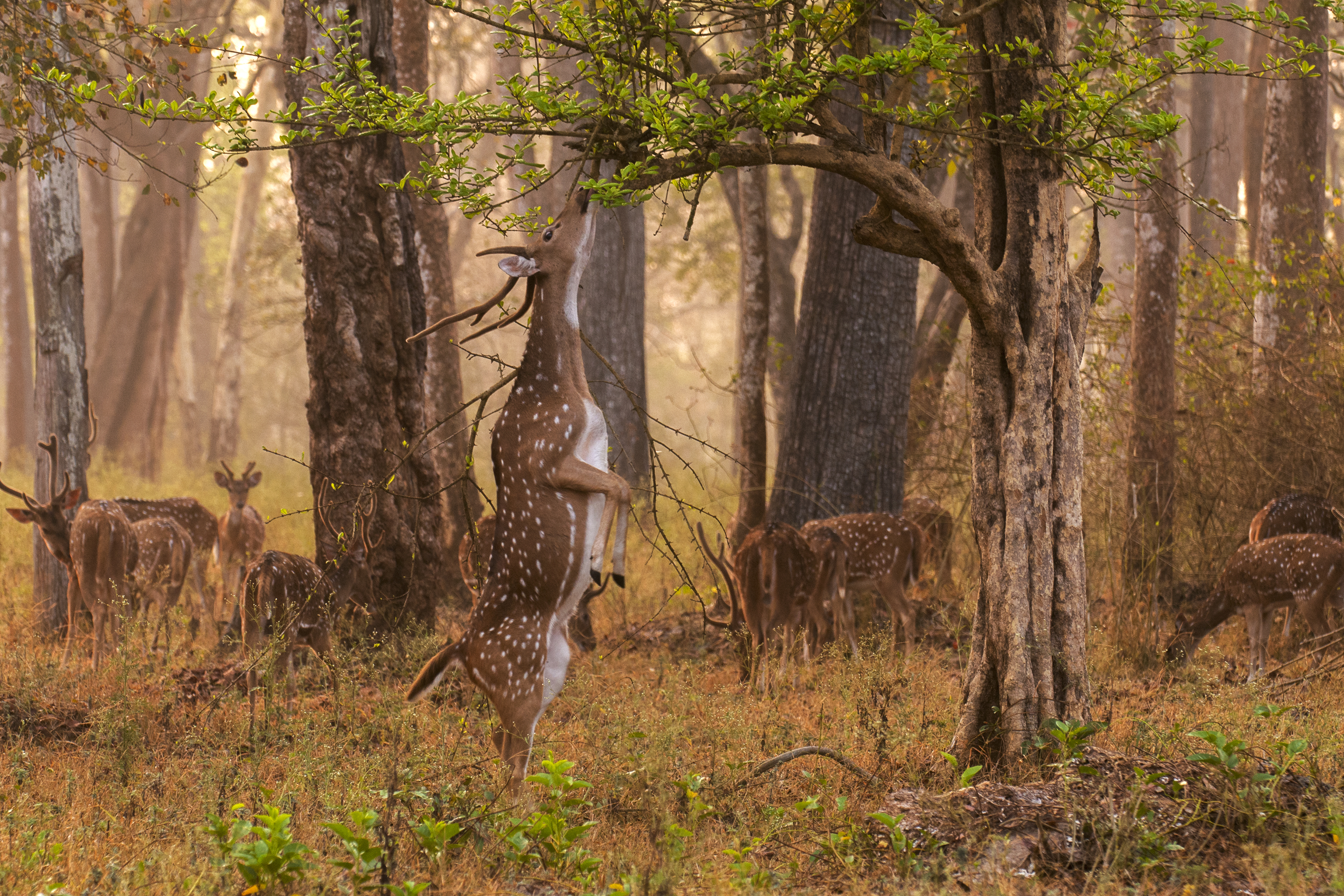
アクシスジカ Axis axis 後ろにいるシカたちは体が水平なのでうまく隠れている。前で立ち上がっているシカは腹が白いため目立って見える。斑点は敵の目を惑わせる機能がある。